# Ocland
Ocland es una comuna ubicada en el distrito de Harghita, Rumania.

## Superficie
Cuenta con una superficie de 61,10 kilómetros cuadrados.

## Demografía
Hasta 2021 la población era de 1270 habitantes, con una densidad de población de 20,79 habitantes por kilómetro cuadrado.